# Andrian Fadeïev
Pour les articles homonymes, voir Fadeïev.
Andrian Gourievitch Fadeïev (en russe : Андриан Гуриевич Фадеев), né le 22 octobre 1977 à Léningrad (URSS) est premier danseur (équivalent à étoile du ballet de l'Opéra de Paris) du théâtre Mariinsky de Saint-Pétersbourg (Russie). Il est Artiste émérite de Russie et danse les plus grands rôles du répertoire classique.

## Biographie
Il sort de l'Académie de ballet Vaganova (dans la classe de Vladilen Semionov) et entre en 1995 dans la troupe du Mariinsky (ex-Kirov). Il devient soliste, puis deux ans plus tard premier danseur.
John Neumeier crée pour lui en 2001 Lettres des pages blanches. Il débute dans Roméo et Juliette (le rôle de Roméo) à l'Opéra de Berlin, en 2003 et danse aussi Apollon, La Belle au bois dormant, Le Lac des cygnes à Rome. Il danse le prince dans la version de Casse-noisette de Vassili Vainonen à Tokyo et dans la Belle au bois dormant d'Ivan Lichki à Munich.

## Famille
Son père Goury Nikolaïevitch Malofeïev (1932-2000) était ingénieur et sa mère Svetlana Leonidovna Fadeïeva, ballerine, pédagogue et artiste émérite de la fédération de Russie. Son épouse, Alexandra Gronskaïa, est ballerine et soliste. Ils ont un fils, Pavel, né en 2004.

## Nominations
- 1995 : lauréat du Prix international Vaganova de Saint-Pétersbourg
- 1998 : lauréat du Prix Baltika
- 2006 : lauréat du Prix Massine (Italie)
- 2008 : Artiste émérite de Russie